# Celama samoana
Celama samoana är en fjärilsart som beskrevs av George Francis Hampson 1914. Celama samoana ingår i släktet Celama och familjen trågspinnare. Inga underarter finns listade i Catalogue of Life.